# Johann Georg (Brandenburg)

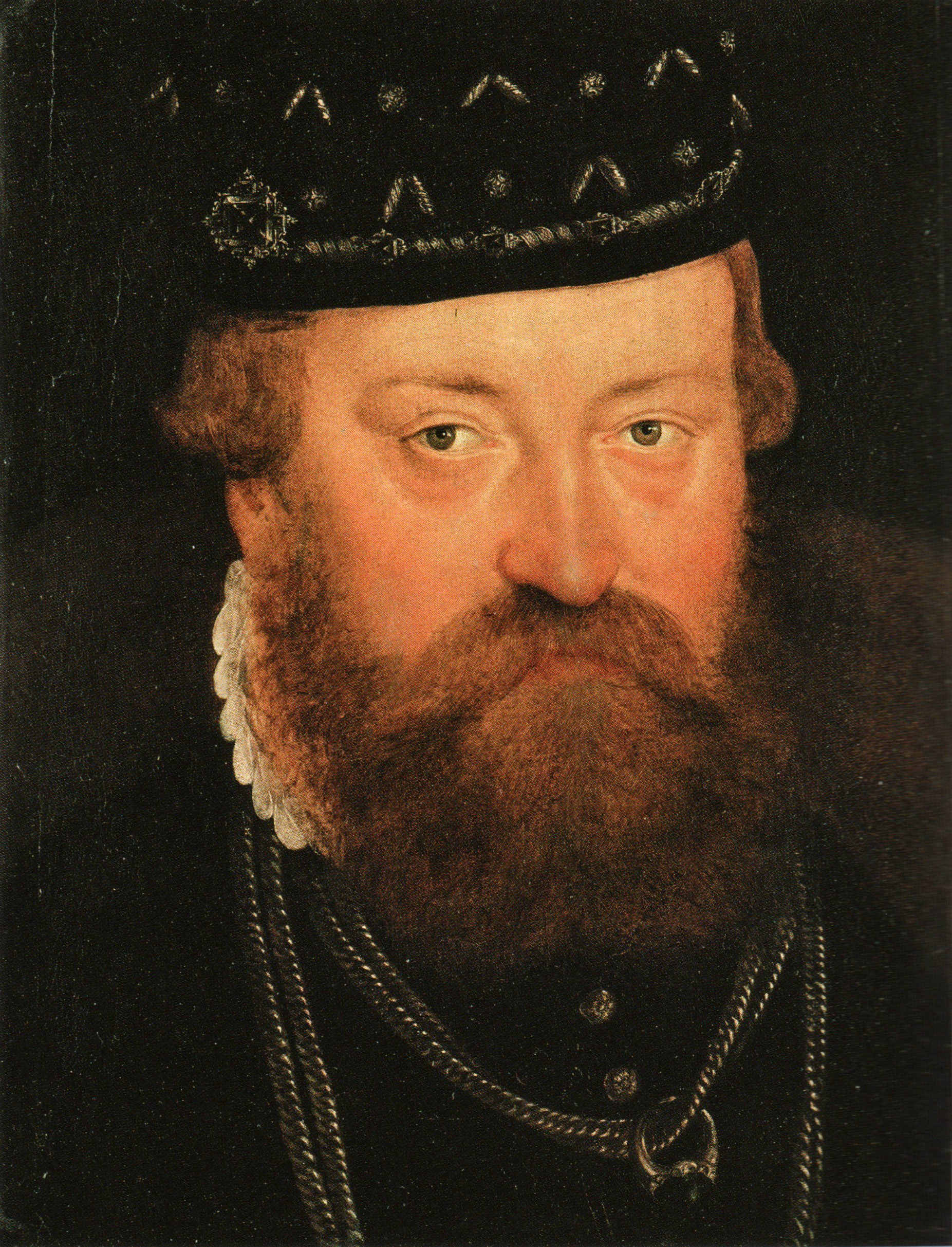
Johann Georg von Brandenburg (1564) von Lucas Cranach dem Jüngeren, Gemäldegalerie Alte Meister, Dresden

Johann Georg von Brandenburg (* 11. September 1525 in Cölln; † 8. Januarjul. / 18. Januar 1598greg. ebenda) war vom 3. Januar 1571 bis zu seinem Tode Markgraf von Brandenburg sowie Kurfürst und Erzkämmerer des Heiligen Römischen Reiches. Nach dem Tode von Kurfürst Christian I. von Sachsen (1586–1591) übernahm er zusammen mit Herzog Friedrich Wilhelm I. von Sachsen-Weimar (1562–1602) die Administration von Kursachsen.

## Leben

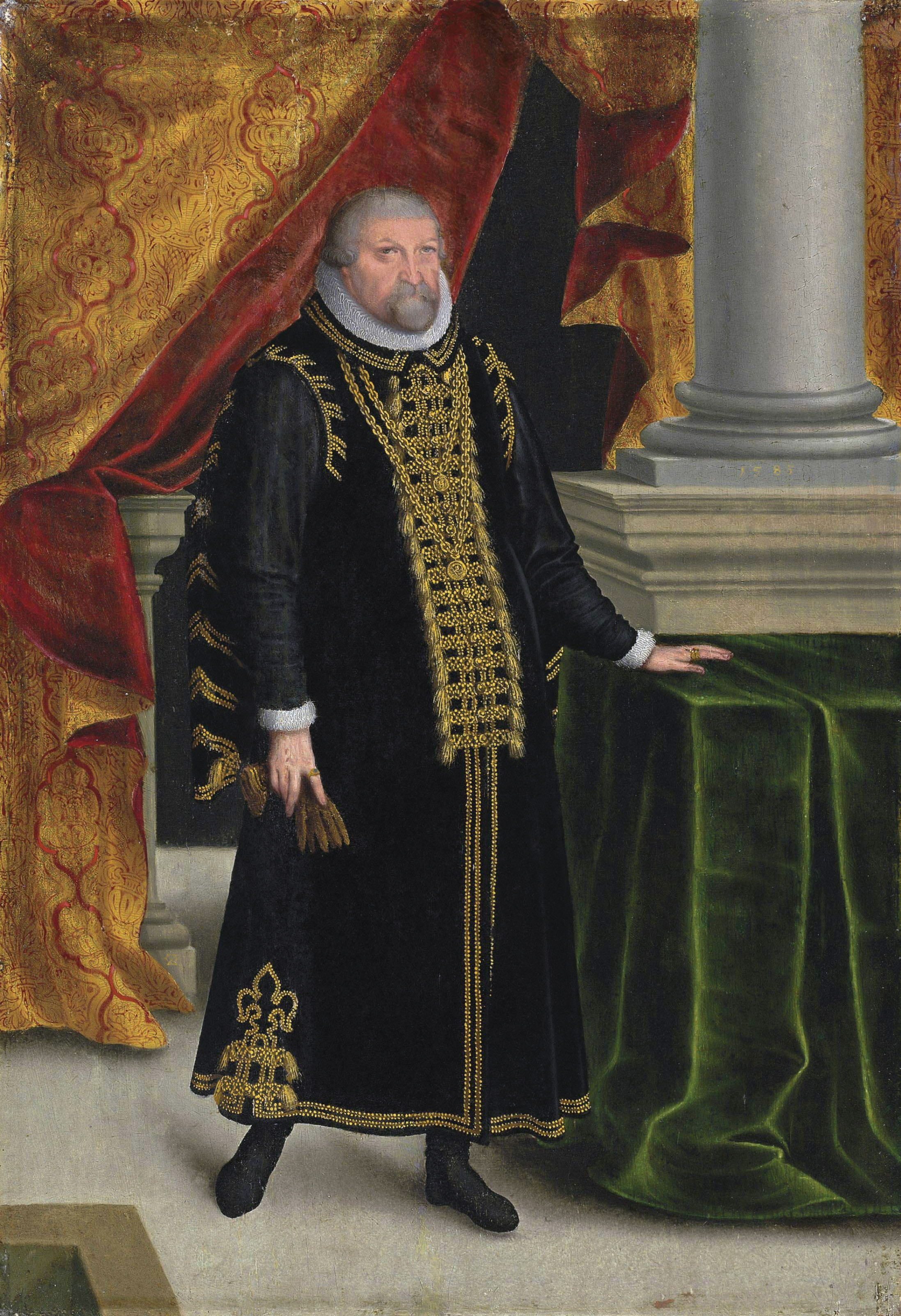
Kurfürst Johann Georg, 1585

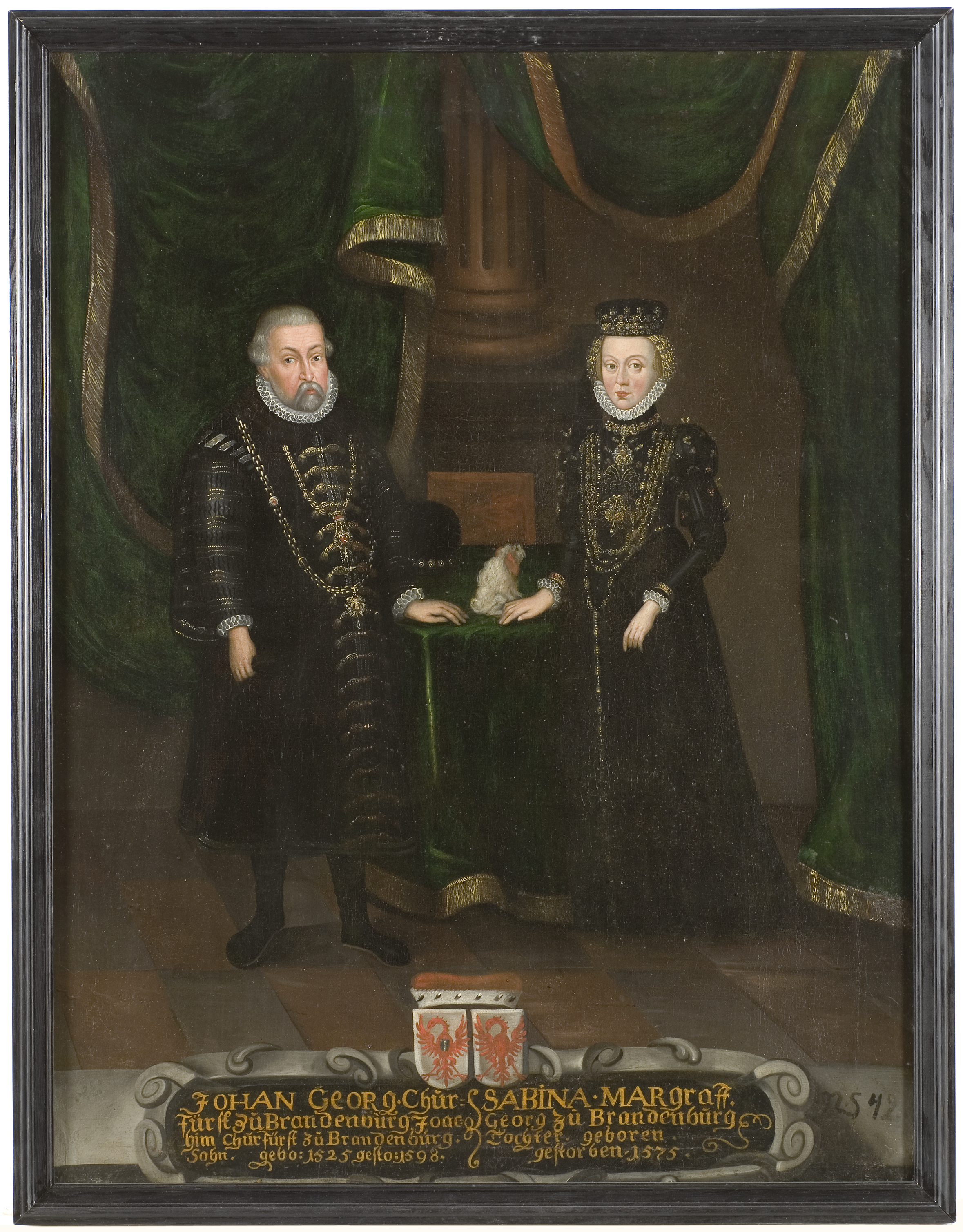
Johann Georg und seine zweite Gemahlin, Sabina von Ansbach

Johann Georg war der Sohn von Joachim II. und dessen erster Ehefrau Magdalene von Sachsen, Tochter von Georg von Sachsen.
1560 verzichtete der Bischof von Brandenburg, Joachim von Münsterberg, zugunsten Johann Georgs auf das Hochstift Brandenburg, dessen Verweser er wurde.
Nachdem die Mark Brandenburg nach dem Tod seines Großvaters, des Kurfürsten Joachim I., in die Kurmark unter seinem Vater Joachim II. und die Neumark als Markgrafschaft Brandenburg-Küstrin unter dessen Bruder, Markgraf Johann geteilt worden war, fiel die Herrschaft unter Johann Georg wieder zusammen, weil Johann nur zehn Tage nach seinem Bruder starb, ohne einen erbberechtigten Nachkommen zu hinterlassen.
Johann Georg übernahm von seinem am 3. Januar 1571 im Schloss Köpenick verstorbenen Vater Joachim II. Schulden in Höhe von 2,5 Millionen Gulden. Er veranlasste, in Berlin alle Häuser der Günstlinge seines Vaters zu durchsuchen und zu versiegeln, zugleich ließ er einen Pogrom in Berlin zu, wobei Juden misshandelt, die Synagoge am Kleinen Jüdenhof in der nördlichen Klosterstraße (heute nördlich der Karl-Liebknecht-Straße) verwüstet und die meisten jüdischen Haushalte geplündert wurden. Die Plünderer verbrannten dabei geraubte Schuldscheine öffentlich. Bedeutende lutherische Gläubiger, wie der Kaufmann Grieben, konnten sich dagegen auf den landesherrlichen Schutz verlassen. Johann Georg verhängte dann über die so drangsalierten und geschädigten Juden noch eine absolute Ausgangssperre.
Als vermeintlichen Schuldigen der Finanzmisere belastete Johann Georg Lippold Ben Chluchim, den Münzmeister und Hoffaktor seines Vaters, und unterstellte ihm 1571 Unterschlagungen landesherrlicher Einkünfte und ungerechtfertigte Bereicherung. Als Hofjude war Lippold Kreditgeber und verdiente daher an gezahlten Zinsen. Über die Höhe der Zinsen wurde schon zu Joachims II. Lebzeiten geklagt, dieser wies die Beschwerden aber zurück. Er verwies darauf, dass lutherische Kreditgeber im märkischen Frankfurt an der Oder sogar höhere Zinsen nahmen, was angesichts der sich entwertenden Landeswährung auch nicht verwunderlich war.
Der Tod Joachims II. bot dem neuen Landesherrn sowie den adligen, kaufmännischen und anderen Schuldnern Lippolds die Möglichkeit, sich des jüdischen Gläubigers zu entledigen. Im Prozess wegen der Unterschlagungen entlastete das Gericht Lippold jedoch nach Prüfung aller Bücher. Im Gegenteil, die Richter bestätigten, dass Joachim II. Lippold noch 89 Taler und 5 Silbergroschen schuldig geblieben war.
Der märkische Kanzler Lampert Distelmeyer händigte derweil ohne Rechtsgrundlage Lippolds Schuldnern ihre versetzten Pfänder und ausgestellten Schuldscheine ohne Tilgung aus. Die Gegner ruhten aber dennoch nicht und Lippold, der nach dreimonatiger Untersuchungshaft unter Hausarrest gestellt worden war, wurde nicht etwa entlassen, sondern im Jahre 1573, drei Tage vor Ablauf des Hausarrestes, unter fingierten Zauberei- und Mordverdacht gestellt und nach § 44 der Constitutio Criminalis Carolina einem peinlichen Gerichtsverfahren unterzogen. Die Anklage wegen Zauberei erlaubte den Einsatz der Folter und so ließ Johann Georg Lippold unter Folter das Geständnis abpressen, Joachim II., seinen Dienst- und Schutzherrn, vergiftet zu haben.
Lippold wurde zum Tode verurteilt und am 28. Januar 1573 gerädert und gevierteilt. Sein Tod läutete eine noch schwerere Zeit für die märkischen Juden ein, die ja unter Joachim II. höhere Zwangsabgaben und Steuern zu zahlen hatten, als andere Landeskinder. Johann Georg verfügte ihre Vertreibung bis spätestens am 1. Februar 1573, wobei sie ihr Vermögen noch zu liquidieren und an ihn abzuführen hatten. Die meisten gingen nach Prag, viele nach Polen. Johann Georg verbot Juden jegliche Niederlassung in Brandenburg, was erst der Große Kurfürst Friedrich Wilhelm durch Edikt im Jahre 1671 revidierte.
Nach diesen grausamen Exzessen gründete Johann Georg am 13. Juli 1574 die erste humanistische Bildungsinstitution im damaligen Berlin, das Berlinische Gymnasium zum Grauen Kloster. Johann Georg versuchte vor allem die Folgen der aufwändigen Hofhaltung seines Vaters zu kompensieren. Seine Sorge um die Überschuldung der Kurmark und seine effiziente Verwaltung und Rückführung der Schulden brachten ihm den Beinamen Oeconomicus ein.
Als die lutherischen Territorien des Reichs 1577 mit der Konkordienformel die theologischen Streitigkeiten nach Martin Luthers Tod zu beenden suchten, unterzeichnete Johann Georg das Dokument, ließ am 22. Juli desselben Jahres alle märkischen Pastoren und Schulmeister nach Berlin kommen und verpflichtete sie auf das neue Bekenntnis. Er unterzeichnete auch das Konkordienbuch von 1580.
Experimenten gegenüber war der die Tugenden der Mäßigung und Beständigkeit liebende Kurfürst abgeneigt. Auch die Kalenderreform Papst Gregors XIII. führte er, gleich den Wettinern und den meisten protestantischen Landesherren Europas, nicht ein.
Nach seinem Tode fiel das Kurfürstentum an seinen Sohn Joachim Friedrich.

## Ehen und Nachkommen

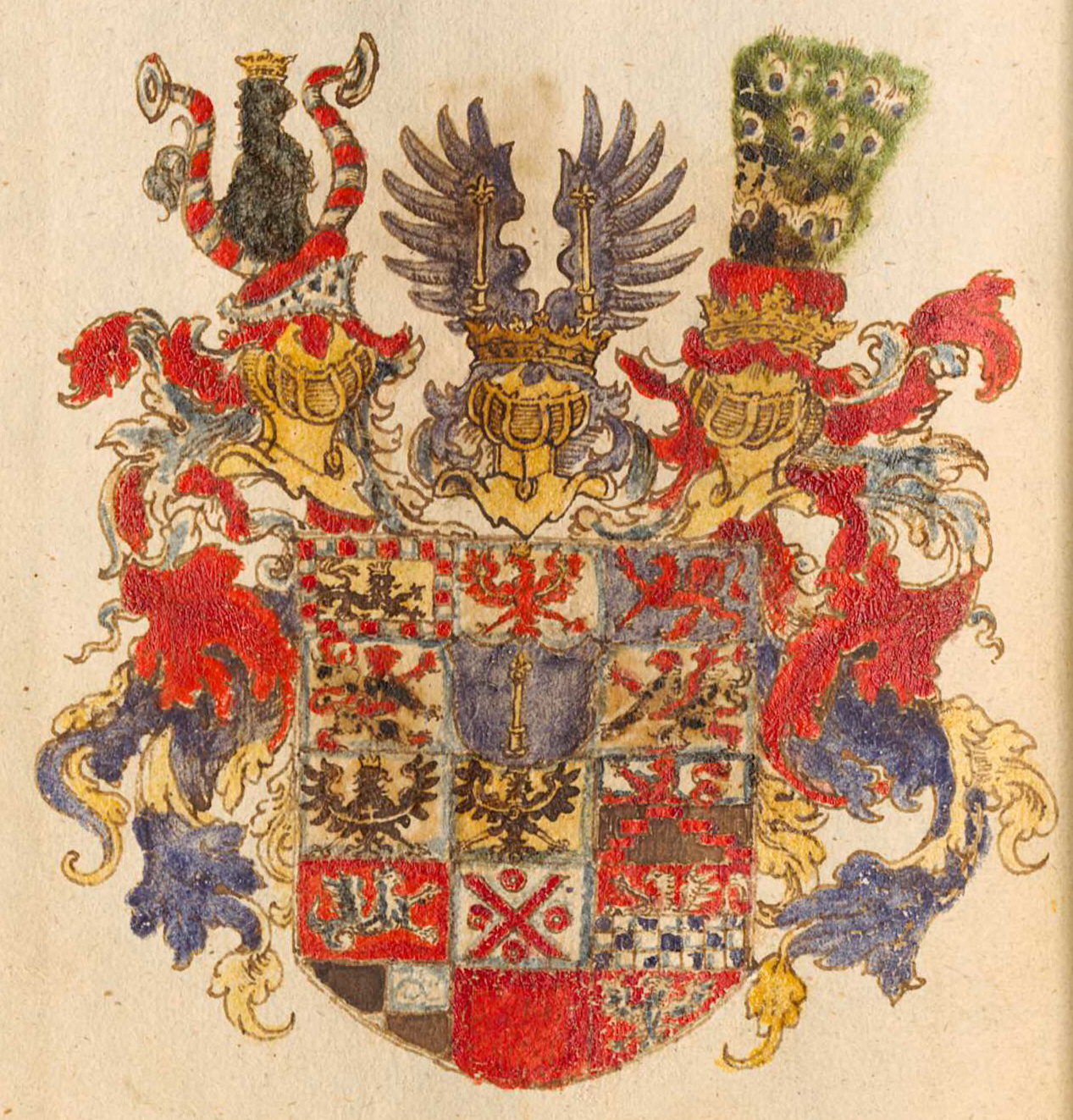
Wappen Johann Georgs (aus einem Wappenbuch, das 1594 anlässlich des Reichstags in Regensburg angefertigt wurde; Bayerische Staatsbibliothek, cod. icon. 326)

In erster Ehe heiratete er 1545 Sophia von Liegnitz (1525–1546). Sie gebar ihm einen Sohn und starb kurz nach dessen Geburt:
- Joachim Friedrich (1546–1608), Kurfürst von Brandenburg, ⚭ I) 1570 Prinzessin Katharina von Brandenburg-Küstrin (1549–1602), ⚭ II) 1603 Prinzessin Eleonore von Preußen (1583–1607)

In zweiter Ehe heiratete er 1548 Sabina von Brandenburg-Ansbach (1529–1575). Mit ihr hatte er elf Kinder:
- Georg Albrecht (1555–1557)
- Erdmuthe (1561–1623), ⚭ 1577 Herzog Johann Friedrich von Pommern-Stettin (1542–1600)
- Anna Maria (1567–1618), ⚭ 1581 Herzog Barnim X. von Pommern (1549–1603)
- Sophie (1568–1622), ⚭ 1582 Kurfürst Christian I. von Sachsen (1560–1591)
- Zwei weitere Söhne und fünf Töchter aus dieser Ehe starben im Kindesalter.

1577 heiratete er in dritter Ehe Elisabeth von Anhalt (1563–1607). Mit ihr hatte er elf Kinder:
- Christian (1581–1655), Markgraf von Brandenburg-Bayreuth, ⚭ 1604 Prinzessin Marie von Preußen (1579–1649)
- Magdalena (1582–1616), ⚭ 1598 Landgraf Ludwig V. von Hessen-Darmstadt (1577–1626)
- Joachim Ernst (1583–1625), Markgraf von Brandenburg-Ansbach, ⚭ 1612 Gräfin Sophie von Solms-Laubach (1594–1651)
- Agnes (1584–1629), ⚭ I) 1604 Herzog Philipp Julius von Pommern-Wolgast (1584–1625), ⚭ II) 1628 Herzog Franz Karl von Sachsen-Lauenburg (1594–1660)
- Friedrich (1588–1611)
- Elisabeth Sophie (1589–1629), ⚭ I) 1613 Fürst Janusz I. Radziwiłł (1579–1620), ⚭ II) 1628 Herzog Julius Heinrich von Sachsen-Lauenburg (1586–1665)
- Dorothea Sibylle (1590–1625), ⚭ 1610 Herzog Johann Christian von Brieg (1591–1639)
- Georg Albrecht (1591–1615)
- Sigismund (1592–1640)
- Johann (1597–1627)
- Johann Georg (1598–1637)

## Denkmal in der Siegesallee
Für die ehemalige Berliner Siegesallee gestaltete der Bildhauer Martin Wolff die Denkmalgruppe 21 mit einem Standbild Johann Georgs als Hauptfigur. Die Figur betont mit einem Kreuz auf der Brust die Strenge des Kurfürsten in religiösen Fragen. Er stützt sich auf die Lehne eines Sessels, über der ein Plan der Zitadelle Spandau liegt. Als Nebenfiguren waren dem Standbild die Büsten des Grafen Rochus zu Lynar (Hauptbaumeister der Zitadelle) und des Kanzlers Lampert Distelmeyer zugeordnet, der Georg in seiner rigorosen Sparpolitik unterstützt hatte. Die Enthüllung der Gruppe fand am 18. Dezember 1901 statt.